# The Lamb Lies Down on Broadway
Albums de Genesis
Selling England by the Pound
(1973) A Trick of the Tail
(1976)
Singles
1. Counting Out Time[3]
Sortie : 1974
2. Carpet Crawlers[4]
Sortie : 1975

The Lamb Lies Down on Broadway est le sixième album studio du groupe de rock progressif britannique Genesis sorti en novembre 1974. Il est présenté sous la forme d'un double album-concept. L'ensemble de l'œuvre raconte l'histoire de Rael, jeune New Yorkais d'origine portoricaine et de son voyage dans des mondes fantastiques imaginés par le chanteur Peter Gabriel, qui a écrit la totalité des textes, tandis que les autres membres du groupe ont composé la totalité de la musique. En France, l'album est disque d'or (cent mille exemplaires vendus). C'est le dernier album de Genesis avec le chanteur Peter Gabriel.
L'album est enregistré dans des conditions difficiles avec un studio mobile dans la Headley Grange, célèbre chez les musiciens rock, puisque Led Zeppelin y a ses habitudes et a notamment produit là son quatrième disque Led Zeppelin IV. Au cours de la tournée mondiale 1974-1975 où Genesis interprète sur scène la totalité de l'album, Peter Gabriel annonce à ses partenaires qu'il va quitter le groupe et joue avec eux son dernier concert le 27 mai 1975 à Saint-Étienne.

## Enregistrement
Au cœur de l'été 1974, les membres de Genesis se retrouvent à Headley Grange dans le comté d'Hampshire, une ancienne maison-Dieu délabrée qu'ils ont l'idée d'utiliser car Led Zeppelin y a ses habitudes et y a enregistré plusieurs albums. À l'aide d'un studio mobile, ils y composent et enregistrent dans des conditions difficiles la totalité de ce double-album. Pour des raisons personnelles (la naissance de son premier enfant) et professionnelles (un projet de musique de film avec William Friedkin), Peter Gabriel n'est pas présent durant la totalité des sessions, et ce sont les autres membres du groupe qui composent l'ensemble de la musique. Pour sa part, le chanteur imagine l'histoire de cet album-concept, s'inspirant du film El Topo réalisé par Alejandro Jodorowsky, et se charge des paroles.

## Performances en concert
Lors de la tournée mondiale qui suivit la sortie de l'album (1974 et 1975), le groupe le jouait dans son intégralité et dans l'ordre, de manière que le spectateur entre dans le récit. Entre les chansons, Gabriel racontait l'histoire de Rael.
Durant cette tournée, le groupe utilisa plus d'effets spéciaux que lors des précédentes. De nombreux éclairages créaient des ambiances surréalistes, à l'arrière-scène, des diapositives (1 124 sur tout le concert) étaient projetées sur trois écrans et illustraient l'histoire. Malheureusement, le groupe jugea que le spectacle n'était pas stable visuellement, par conséquent, The Lamb Lies Down on Broadway ne fut jamais filmé.
Le groupe hommage « The Musical Box » reprend dès octobre 2000 en tournée le spectacle tel que Genesis l'avait conçu. Selon Phil Collins ce groupe canadien joue mieux que les musiciens originaux. Le chanteur possède exactement le timbre de Peter Gabriel et chante sans jamais donner l'impression de copier l'original. La qualité de cette reprise est telle que les anciens membres de Genesis, Peter Gabriel en tête, ont accepté de transmettre les notes de mise en scène et les diapositives du spectacle original.

## Départ de Peter Gabriel
Au cours de la tournée mondiale consacrée à cet album, dans une chambre d'hôtel à Cleveland (États-Unis), Peter Gabriel annonce à ses partenaires qu'il a décidé de quitter Genesis. Mais la nouvelle reste secrète et la tournée se poursuit jusqu'au dernier concert le 27 mai 1975 à Saint-Étienne (France) qui est aussi la dernière prestation de Gabriel avec le groupe qu'il a cofondé en 1967. Il faut attendre le mois d'août 1975 pour que le périodique britannique Melody Maker rende public le départ du chanteur qui va dès lors poursuivre une carrière solo couronnée de succès, alors que Genesis continuera avec quatre membres, également avec succès.

## Rééditions
Le double album, d'abord édité en vinyle en 1974, a bénéficié d'une première réédition remasterisée en 1994 en double Compact Disc puis d'une seconde en 2008, sur CD, SACD, DVD en stéréo et 5.1 remixé comprenant en outre la session de trente minutes, Melody, enregistrée en 1974 sur la télévision française et un documentaire Reissues Interview. Également, le coffret Archive I (quatre CD) permet sur deux CD d'entendre l'intégralité de l'album joué en live à Los Angeles au Shrine Auditorium le 24 janvier 1975. Un nouveau live est sorti dans le box set Genesis 1970-1975, utilisant les bandes du Shrine Auditorium en gardant la piste vocale rechantée quasi intégralement par Peter Gabriel en 1995 et les parties guitare rejouées par Steve Hackett, le multipiste original étant malheureusement enregistré un soir où le groupe n'était pas en forme.

## Titres
Toutes les chansons sont écrites par Tony Banks, Phil Collins, Peter Gabriel, Steve Hackett et Mike Rutherford.

### Disque 1
| 1. | The Lamb Lies Down on Broadway                            | 4:50 |
| 2. | Fly on a Windshield (instrumental dans la seconde moitié) | 4:23 |
| 3. | Broadway Melody of 1974                                   | 2:12 |
| 4. | Cuckoo Cocoon                                             | 2:11 |
| 5. | In the Cage                                               | 8:15 |
| 6. | The Grand Parade of Lifeless Packaging                    | 2:45 |

| 7.  | Back in NYC                   | 5:42 |
| 8.  | Hairless Heart (instrumental) | 2:13 |
| 9.  | Counting out Time             | 3:42 |
| 10. | Carpet Crawlers               | 5:15 |
| 11. | The Chamber of 32 Doors       | 5:40 |

### Disque 2
| 1. | Lilywhite Lilith                                                                                         | 2:40 |
| 2. | The Waiting Room (instrumental)                                                                          | 5:28 |
| 3. | Anyway                                                                                                   | 3:18 |
| 4. | Here Comes the Supernatural Anaesthetist (instrumental à partir de 25 s avec uniquement des voix « ah ») | 2:50 |
| 5. | The Lamia                                                                                                | 6:57 |
| 6. | Silent Sorrow in Empty Boats (instrumental)                                                              | 3:06 |

| 7.  | The Colony of Slippermen                                | 8:14 |
| 8.  | Ravine (instrumental)                                   | 2:05 |
| 9.  | The Light Dies Down on Broadway                         | 3:32 |
| 10. | Riding the Scree (instrumental dans la première moitié) | 3:56 |
| 11. | In the Rapids                                           | 2:24 |
| 12. | It.                                                     | 4:58 |

## Musiciens
Selon le livret inclus dans l'album :
- Peter Gabriel : chant, flûte, percussions, instruments variés, expérimentations avec des sons étranges
- Steve Hackett : guitares acoustique et électrique
- Mike Rutherford : basse, guitare 12 cordes, pédalier basse
- Tony Banks : claviers
- Phil Collins : batterie, percussions, vibraphone, chœurs, seconde voix sur The Colony of Slippermen et Counting out Time

### Musicien additionnel
- Brian Eno : traitements de la voix sur In the cage et The Grand Parade of Lifeless Packaging

## Production
- Genesis, John Burns : production
- Dave Hutchins : ingénieur du son
- Hipgnosis : design de pochette, photographies
- George Hardie : illustrations

## Charts et certifications
| Pays             | Durée du classement | Meilleur classement |
| ---------------- | ------------------- | ------------------- |
| Canada           | 10 semaines         | 15e                 |
| États-Unis       | 16 semaines         | 41e                 |
| France           | 20 semaines         | 1er                 |
| Italie           | -                   | 14e                 |
| Royaume-Uni      | 6 semaines          | 10e                 |
| Nouvelle-Zélande | 1 semaines          | 34e                 |

| Année | Single            | Chart        | Durée du classement | Position |
| ----- | ----------------- | ------------ | ------------------- | -------- |
| 1975  | Counting Out Time | (W) Ultratop | 2 semaines          | 45e      |
| 1975  | Counting Out Time | Top 100      | 6 semaines          | 64e      |

| Pays        | Ventes    | Certification | Date       |
| ----------- | --------- | ------------- | ---------- |
| Canada      | 50 000 +  | Or            | 01/05/1978 |
| États-Unis  | 500 000 + | Or            | 20/04/1990 |
| France      | 100 000 + | Or            | 1977       |
| Royaume-Uni | 100 000 + | Or            | 01/02/1975 |